# 图帕西瓜拉
图帕西瓜拉是巴西米纳斯吉拉斯州的一个市镇。总面积1826.028平方公里，总人口23076人，人口密度12.6人/平方公里。